# ژان-پیر لوری
ژان-پیر لوری (فرانسوی: Jean-Pierre Lorit‎؛ زادهٔ ۲۹ نوامبر ۱۹۶۰) بازیگر اهل فرانسه است. وی از سال ۱۹۸۳ میلادی تاکنون مشغول فعالیت بوده‌است.
از فیلم‌ها یا برنامه‌های تلویزیونی که وی در آن نقش داشته‌است، می‌توان به هوایی چنان پاک، به هیچ‌کس نگو، بچه‌های پاریس، سه رنگ: قرمز، آلیس و مارتین، و تابستان می‌نامندش، و مخفی‌سازی اشاره کرد.